# سفياتوسلاف ياروسلافيتش
كان سفياتوسلاف الثاني إروسلافيتش أو سفياتوسلاف الثاني ياروسلافيتش (مواليد عام 1027 - توفي في يوم 27 ديسمبر عام 1076) أمير كييف الأكبر خلال الفترة الممتدة من عام 1073 حتى عام 1076. كان أصغر نجل للأمير الأكبر ياروسلاف الحكيم، وأضحى سلف آل سفياتوسلافيتشي. اسم معموديته هو نيقولاس.
حكم منطقة فولينيا التابعة لإمارة فلاديمير حين كان والده على قيد الحياة (خلال الفترة الممتدة من نحو عام 1040 حتى عام 1054). قضى ياروسلاف الحكيم في وصيته أن يقسم أراضي دولة كييف روس بين أبنائه الخمسة، وترك لسفياتوسلاف إمارة تشرنيغوف. انضم سفياتوسلاف إلى شقيقيه إزياسلاف من كييف وفسيفولود من بيرياسلاف، وشكلوا نظامًا ثلاثيًا أميريًا تولى الإشراف على شؤون كييف روس حتى عام 1072. حارب الأخوة الثلاثة معًا ضد أعدائهم ومن ضمنهم أتراك الأوغوز ونسيبهم البعيد الأمير فسيسلاف من بولوتسك. ألحق الكومان الهزيمة بقواتهم المتحدة في خريف عام 1068، غير أن سفياتوسلاف تمكن من هزيمة ثلة من الكومان الذين حاولوا نهب إمارته.
انفض النظام الثلاثي حين أطاح سفياتوسلاف بشقيقه الأكبر إزياسلاف -مدعومًا بشقيقه الأصغر فسيفولود- ليحل محله في عام 1073. أصدر سفياتوسلاف أمرًا بتجميع ما لا يقل عن اثنين من الأعمال اللاهوتية المتفرقة. عدا ذلك فقد اتسم عهده قصير الأمد بالهدوء.

## النشأة
كان سفياتوسلاف النجل الرابع لأمير كييف الأكبر ياروسلاف الحكيم وزوجته إنغيغرد من السويد أميرة كييف الكبرى. ولد في عام 1027. يذكر سجل لوبتسكي سينوديك -وهو عبارة عن قائمة بأمراء تشرنيغوف كانت قد وضعت في دير القديس أنطونيوس في بلدة لوبتش- أن اسم معموديته كان نيقولاس.
يذكر السجل الروسي الأولي أن سفياتوسلاف كان يقيم «في فلاديمير» (مدينة فولودومير-فولينسكي في أوكرانيا) الواقعة في منطقة فولينيا، وذلك في الوقت الذي أصيب والده بمرض بالغ الخطورة قبل وفاته. يتضح من التقرير الوارد في السجل بحسب ما ذكره المؤرخ مارتن ديمنك أن ياروسلاف الحكيم اختار سفياتوسلاف ليحكم هذه المدينة الهامة في كييف روس في نحو عام 1040 على وجه الترجيح.
قسم ياروسلاف الحكيم أهم مدن مملكته بين أبنائه الخمسة الذين كانوا سيخلفوه على سدة الحكم -ألا وهم إزياسلاف وسفياتوسلاف وفسيفولود وإيغور وفياتشيسلاف- حين كان على فراش الموت. ورث سفياتوسلاف كلًا من تشرنيغوف (مدينة تشرنيهيف في أوكرانيا). كذلك أوعز الأمير الأكبر المحتضر إلى أبنائه الأربعة الأصغر أن «ينتبهوا» من شقيقهم الأكبر إزياسلاف الذي حصل على كييف.

## أمير كييف الأكبر
بحسب ما جاء في السجل الأولي فقد «أثار الشيطان الفتنة» بين الأشقاء الثلاثة بعد فترة وجيزة من تطويب القديسين بوريس وغليب. قام سفياتوسلاف وفسيفولود بحشد قواتهم وطرد إزياسلاف من كييف في يوم 22 مارس عام 1073. ألقى السجل التاريخي باللوم على سفياتوسلاف، مشيرًا إلى «مسؤوليته في التحريض على طرد أخيه، لأنه رغب بالحصول على المزيد من السلطة». كذلك أشار السجل إلى أن سفياتوسلاف «ضلل فسيفولود من خلال التأكيد على أن إزياسلاف دخل في حلف» مع فيسلاف برياتشيسلافيتش ضدهما. يختلف المؤرخون الحديثون في ما يتعلق بالدوافع التي قادت سفياتوسلاف إلى فعلته هذه. كتب فرانكلين وشيبارد أنه كان منساقًا بدافع «الطمع البحت»، في حين ذكر مارتن أن سفياتوسلاف عانى من مرض خطير على ما يبدو، وأراد التأمين على حق أبنائه في حكم كييف والتي كانت ستضيع في حال «توفي سفياتوسلاف قبل أخيه إزياسلاف، ومن دون أن يتمكن من حكم» البلدة. في حقيقة الأمر، أورد السجل الأولي أن سفياتوسلاف كان المسؤول عن شؤون «الحكم في كييف بعد طرد» إزياسلاف.
بادر رئيس دير الكهوف فيودوسي إلى انتقاد سفياتوسلاف في بادئ الأمر لاستيلائه على العرش. غير أنه تصالح مع الأمير الأكبر قبل وفاته في شهر مايو من عام 1074. دعم الأمير الأكبر إنشاء كنيسة حجرية مكرسة لأم الرب في كييف. كذلك دعم سفياتوسلاف تجميع الأعمال الكنسية. واستكمل تجميع اثنين من المتفرقات أو المختارات -وهي عبارة عن مجاميع من المقتطفات المأخوذة من الكتاب المقدس والأعمال اللاهوتية- تحت إشرافه في عام 1073 وعام 1076. يذكر العمل المختار لسنة 1073 أن سفياتوسلاف، الذي اثني بلقب «بطليموس جديد»، جمع عددًا كبيرًا من الكتب الروحية بحلول ذاك الوقت.
كانت فترة حكم سفياتوسلاف قصيرة وهادئة. فر شقيقه المخلوع إلى بولندا، غير أن الدوق بولسلاف الثاني -الذي كان يصاهر سفياتوسلاف- طرده من أراضيه. وبعدها طلب إزياسلاف يد العون من الملك الألماني هنري الرابع. بعث الأخير مبعوثيه إلى كييف -ومن بينهم نسيب سفياتوسلاف المدعو بورشارد- بهدف جمع مزيد من المعلومات في عام 1075. يذكر السجل الأولي أن سفياتوسلاف أظهر للمبعوثين «ثرواته في لحظة من الكبرياء»، وعرض أمامهم «كمية لا حصر لها من الذهب والفضة والحرير من مقتنياته». أرسل سفياتوسلاف تعزيزات عسكرية إلى بولندا لمساعدة صهره في دحر البوهيميين في عام 1076.
توفي سفياتوسلاف في يوم 27 ديسمبر عام 1076. عزا السجل الأولي وفاته إلى «حصول فلق في قرحةٍ أصابته». دفن في كاتدرائية المخلص المقدس في مدينة تشرنيغوف. استعاد شقيقه الأكبر إزياسلاف العرش في غضون عام واحد، وفقد أبناء سفياتوسلاف القسم الأكبر من أراضيه.

## النسب
كانت زوجة سفياتوسلاف تدعى كيليكيا (سيسيليا) طبقًا لما جاء في سجل لوبتسكي سينوديك. أما المؤرخون الألمان فيذكرون أن زوجته كانت تدعى أوده من شتاده، وهي شقيقة بورشارد الذي كان عميدًا كنسيًا في مدينة ترير. أنجب سفياتوسلاف من الأخيرة ابنًا واحدًا. تظهر لوحة بورتريه موجودة في العمل المختار لسنة 1073 كلًا من سفياتوسلاف وعائلته مع أبنائه الخمسة. كان أربعة من أبنائه بالغين في الوقت الذي رسمت فيه هذه البورتريه. تزوج سفياتوسلاف مرتين استنادًا على هذين المصدرين.
ذكر ديمنك أن سفياتوسلاف تزوج عقيلته الأولى كيليكيا في وقت ما خلال الفترة من عام 1043 وعام 1047. كانت أول أطفالهم بنت تدعى فيشسلافا. أضحى شقيقها الأكبر غليب أميرًا على إمارة تموتوراكان، ومن بعدها أميرًا على نوفغورود. أصبح ثاني أبناء سفياتوسلاف وكيليكيا والمدعو أوليغ أميرًا على تشرنيغوف في ما بعد. ولد دافيد الذي غدا في المستقبل أميرًا على نوفغورود وتشرنيغوف في نحو عام 1051. وولد رومان، الذي أصبح أميرًا على إمارة تموتوراكان في نحو عام 1052.
كذلك ذكر ديمنك أن سفياتوسلاف تزوج قرينته الثانية أوده من شتاده في نحو عام 1065. ارتبطت أوده -وهي سليلة ماركيز نوردمارك لوثير أودو الأول- بصلة قرابة ما مع الإمبراطور الروماني المقدس هنري الثالث. أنجبت أوده خامس أبناء سفياتوسلاف واسمه ياروسلاف، والذي أصبح في ما بعد أميرًا على موروم وتشرنيغوف. انتقلت أوده وابنها إلى الإمبراطورية الرومانية المقدسة عقب وفاة سفياتوسلاف.